# Шевченкове (Білоцерківський район)
Шевче́нкове — село в Україні, у Володарській селищній громаді Білоцерківського району Київської області. Розташоване за 17 км на південний захід від смт Володарка. Населення становить 26 осіб.

## Галерея

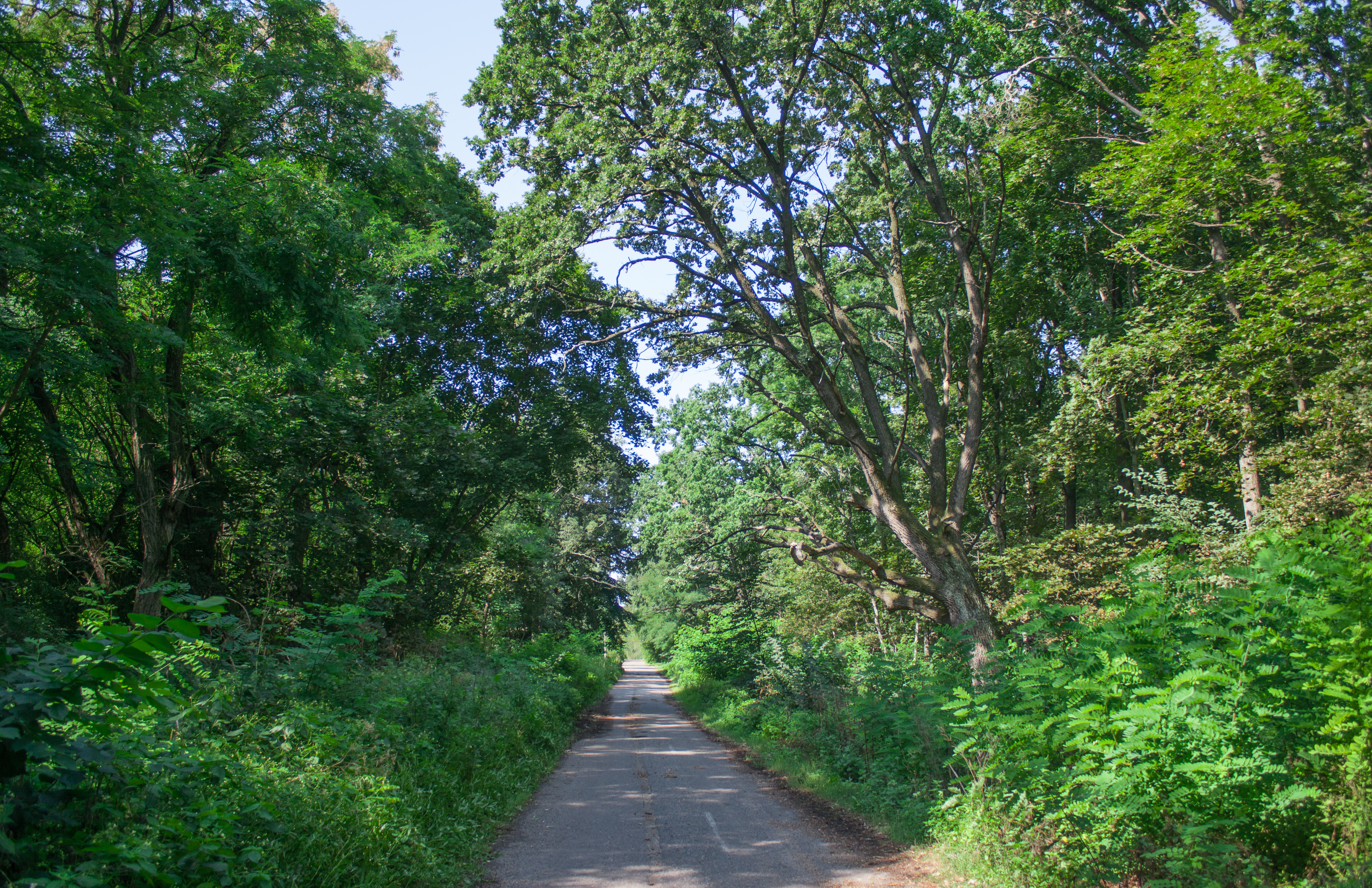
В'їзд у село
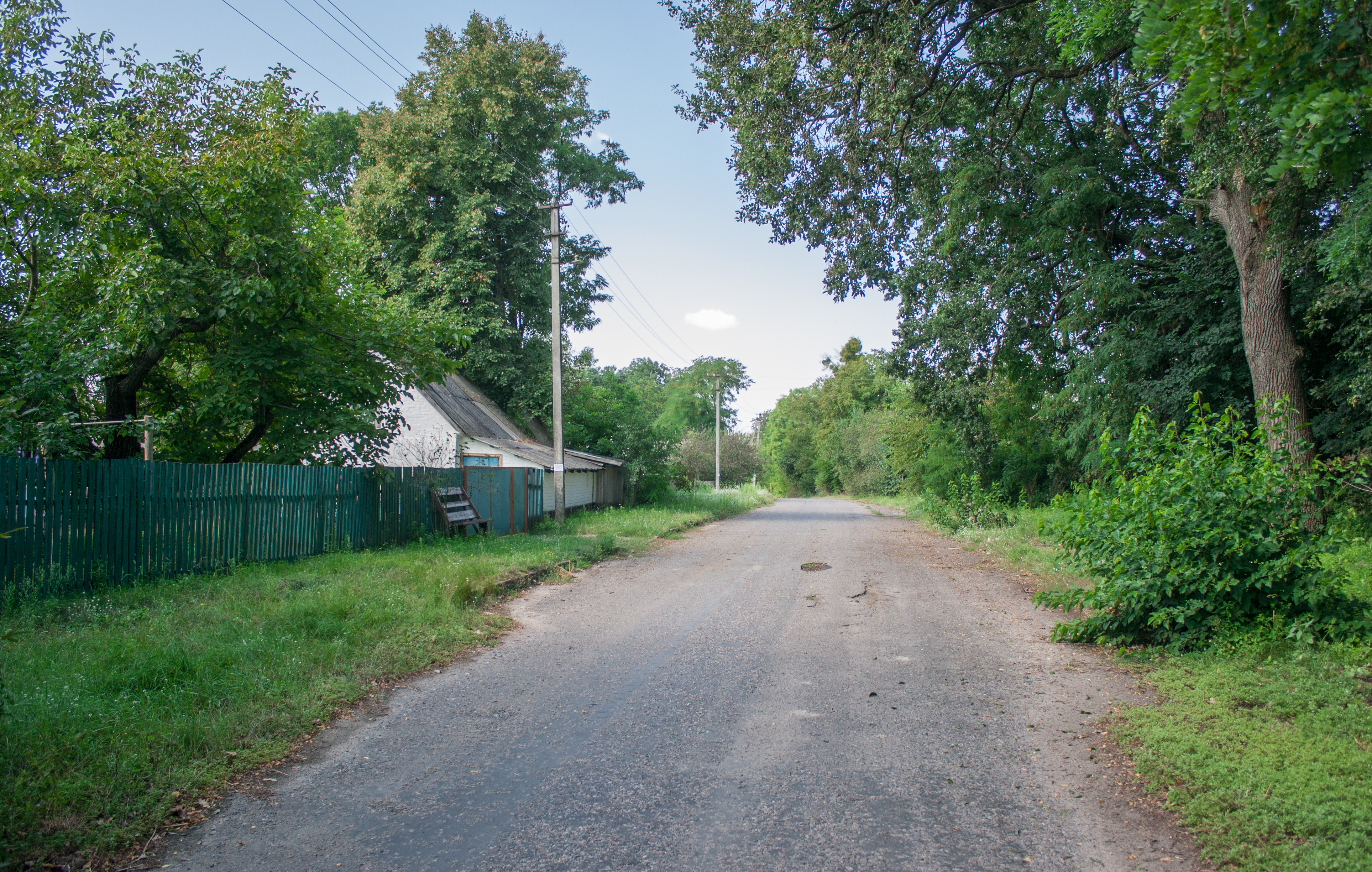
Вулиця Миру